# Hosana de Siqueira e Silva
Hosana de Siqueira e Silva (Correntes, 19 de março de 1913 — Correntes, 7 de novembro de 1997) foi um sacerdote católico que ficou notório por ter assassinado, a tiros de revólver, o bispo de Garanhuns dom Francisco Expedito Lopes em 1957, considerando-se o primeiro caso na América Latina de um assassinato de um bispo por um padre.

## Vida
Filho de um agricultor, Hosana frequentou 5 estabelecimentos de ensino até completar o 4º ano primário. Por desejo da mãe, entrou no Seminário de Olinda em 1926, com 13 anos de idade, transferindo-se em 1927 para o Seminário de Garanhuns, então recentemente inaugurado. Voltou para Olinda em 1930.

## Nos seminários
A vida de Hosana no Seminário de Olinda tinha momentos de esgotamento e nervosismo intercalados com momentos de riso em alegria exagerada. Tais alterações de humor não passavam despercebidas por Dom João Batista Portocarrenho Costa, arcebispo auxiliar de Olinda e Recife na época.
Seus estudos no Seminário de Olinda foram interrompidos, porque o então bispo de Garanhuns, Dom Manoel Paiva, por verificar nele qualidades negativas na vocação para o sacerdócio, desinteressou-se pela sua ordenação.
Então, Hosana transferiu-se para o Seminário de São Leopoldo, Rio Grande do Sul. Em 1936, ordenou-se na Catedral de Cruz Alta em cerimônia presidida por Dom Antônio Reis.

## Padre
O Padre Hosana celebrou sua primeira missa em 8 de dezembro de 1936 na sua cidade-natal, Correntes, retornando para Santa Maria no ano seguinte. Ali, desentendendo-se com o vigário local, retornou a Pernambuco, para a diocese de Pesqueira, onde, em constantes divergências com políticos locais, foi preso por ordem do interventor estadual, Agamenon Magalhães. A intervenção do bispo de Garanhuns o soltou e ele voltou àquela diocese. Mas ali continuou se envolvendo em problemas políticos e policiais.
O Padre Hosana era um padre estranho. Mantinha-se e se envolvia em brigas, e andava armado, com um revólver na cintura.
Após algumas mudanças de diocese, o Padre Hosana de Siqueira e Silva tomou posse como vigário da paróquia de Quipapá em 1944.

## O crime
O bispo de Garanhuns, recentemente transferido da diocese de Oeiras, Dom Francisco Expedito Lopes, interpelou o padre Hosana por várias atitudes não condizentes com sua função sacerdotal. Era acusado de cobrar preços exorbitantes para ministrar sacramentos, não cuidar devidamente da paróquia e não fornecer atendimento às escolas, como era costume na época. Mas a acusação mais grave dava conta de um suposto envolvimento amoroso com a prima, Maria José Martins,  que trabalhava como empregada doméstica na casa paroquial. O bispo mandou que o padre não a mantivesse com ele na mesma casa. A contumaz desobediência do padre fez o bispo o suspender da ordem.
Mesmo suspenso da ordem, o padre Hosana desobedeceu a decisão superior, informando sua decisão a outros sacerdotes locais. 
Em 2 de julho de 1957, foi à residência do bispo, e foi recebido pelo próprio Dom Expedito Lopes. Ali mesmo, na porta, desferiu 3 tiros de revólver.

## Julgamentos
O padre Hosana não aparentava nenhum remorso pelo crime cometido. Durante os julgamentos, apresentava-se de modo arrogante, esboçando um sorriso constante.
O padre Hosana de Siqueira e Silva foi submetido a 3 julgamentos pelo assassinato do bispo de Garanhuns, com marchas e contramarchas, chegando a nulidades. Ao final, foi condenado a 19 anos de prisão.
Após 11 anos de cumprimento de pena, foi solto por bom comportamento.

## A morte
Libertado, o padre Hosana foi habitar um sítio em sua cidade-natal, onde construiu uma capela e onde celebrava missas, mesmo tendo sido excomungado.
Ali foi morto, vítima de vários golpes na cabeça, em 7 de novembro de 1997. O crime nunca foi elucidado.